# Message (Yuki)
Message (メッセージ?, Messeeji) è il secondo singolo della cantante giapponese Yuki, pubblicato il 26 novembre 2006.

## Deescrizione
Message è stato pubblicato in download digitale per un periodo limitato ed è anche la prima canzone natalizia pubblicata dalla cantante. È stata usata la prima volta il 24 novembre 2008 nella pubblicità della tavoletta di cioccolato al latte Ghana della Lotte. Message viene definita sul sito ufficiale come una felice canzone di natale dal ritmo allegro.
Dal 26 novembre 2008 si poteva scaricare Message tramite cellulare (suoneria di effettuazione della chiamata). Dal 3 dicembre 2008 si poteva scaricare la canzone completa tramite PC. Il 4 dicembre 2008 è stato pubblicato un "messaggio" sul sito ufficiale di YUKI, cioè una breve intervista. Dal 25 dicembre 2008 non è più possibile scaricare il singolo.
La copertina presenta Yukinko (l'alter ego cartoonesco di YUKI) abbracciata ad un'altra persona in una casa addobbata per il natale
Message è stata inclusa come seconda traccia nel singolo Cormic Box pubblicato il 18 novembre 2009.